# Basavapatna, Arkalgud
Basavapatna là một làng thuộc tehsil Arkalgud, huyện Hassan, bang Karnataka, Ấn Độ.